# Parque nacional Colina de Bangan
El Parque nacional Colina de Bangan es un área protegida de las Filipinas situada en el municipio de Bayombong, Nueva Vizcaya en el valle de Cagayán. El parque tiene una superficie de 13,90 hectáreas. Fue declarado parque nacional en 1995 en virtud de la Ley de la República N º 7954.
El parque es un lugar de interés histórico y cultural de la Nueva Vizcaya, siendo el sitio donde se celebró la primera misa en la provincia en 1739 oficiada por el Padre Pedro Freire. El evento también marcó la fundación del municipio de Bayombong.